# Мухаммад Хасан-хан Сани ад-Довла
Мухаммад Хасан-хан Сани ад-Довла (азерб. Məhəmmədhəsən xan Müqəddəm; перс. محمد حسن خان صنیع الدوله‎, род. 1843 — 1896, Тегеран) — иранский историк, филолог, писатель и общественный деятель.

## Биография
Мухаммад Хасан-хан родился в 1843 года в азербайджанской семье в городе Мераге Иранского Азербайджана и был старшим сыном Гаджи Али-хана Мукаддама. Мухаммад Хасан-хан учился в высшем учебном заведении Тегерана — Дар ул-Фунуне. Он носил почетное прозвище (лакаб) Сани'уд-довле, а позже И'тимад ус-салтане. Он является автором ряда историко-литературных сочинений. Его книги «Тарих-е мунтазам-е Насири» («Насировская упорядоченная история») и «Матла'уш-шамс» («Место восхода солнца») — результат путешествия автора в свите Насир ад-дин шаха в Хорасан.
Значительный интерес представляет серия трудов, опубликованных Государственным «Домом печати и сочинений» («Дар ат-таба‛а ва таалиф») под именем его главы Мухаммад Хасан-хана Сани ад-Довла Итимад ас-Салтана. Первым опытом был том, содержавший краткую историю мира и в значительной части историю Ирана с древнейших времен до правления Насир ад-Дин-шаха, а также подробный ежегодник на 1875 г.  Книга имела два названия — «Тарих-и Иран» и «Салнама».
Мухаммад Хасан-хан Сани ад-Довла умер 1896 года в Тегеране.

## Труды
Мухаммад-Хасан-хан Сани ад-Дауле задался целью в «Мират ал-булдан» дать описание персидских городов и селений Ирана в форме словаря. Для осуществления этого проекта были разосланы циркуляры местным чиновникам с требованием сообщить необходимые для издателя сведения. Но задача в полном объеме не была выполнена: собственно словарь занимает два тома сочинения: первый и четвертый — местности, названия которых начинаются на буквы от «алеф» до «джим», том второй и третий посвящены правлению Насир ад-Дин-шаха (1848–1878). Книги выходили в
1877–1880 гг. Полные комплекты хранятся в Институте восточных рукописей (ЛО ИВ, № 117). и в университете (ЛГУ, № 57), том первый представлен в РНБ (РНБ, № 26).
Поскольку сведения об отдельных городах и селениях составлялись по повелению губернаторов местными знатоками, то этот труд Мухаммад-Хасан-хана уже в начале XX в. стал источником для новейших историков. Примером тому служит работа Ахмада б. Карима Табризи «Ардабил. Азербайджан», посвященная Азербайджану. Источником для подробного описания Тебриза послужил т. I ЛО ИВ, № 126, Бомбей, 1912 г., на полях «Сафват ас-сафа» Ибн Баззаза, ЛО ИВ, № 225) «Мират ал-булдан».
«Ал-Маасир ва-л-асар» целиком посвящено времени правления Насир ад-Дин-шаха, прославлению монарха и его деяний. Вместе с тем сочинение представляет собой ценный справочник, в котором содержатся имена членов шахской семьи, имена и должности чиновников, составлявших государственный аппарат управления, список губернаторов провинций и их подчиненных. Изложены события внутренней жизни в Иране: подавление мятежей, новое строительство и благоустройство, предпринятые Насир ад-Дин-шахом, его путешествия по стране и за ее пределы, социальные преобразования и нововведения. Значительное место (более 100 из 294 страниц) уделено сведениям о выдающихся личностях времени Насир ад-Дин-шаха: религиозных авторитетах, ученых и литераторах, представителях различных профессий. Приведены данные о государственном бюджете за 1268/1851–1852 и 1303/1885–1886 гг.
Сообщается о событиях за рубежом, названы имена современных государственных руководителей, указаны составы иностранных представительств в Иране. Сочинение закончено в 1889 г. и тогда не опубликовано, к изданию приложены портрет шаха и ежегодник на текущий год (ЛО ИВ, № 53, ЛГУ № 30 .; Стори-Брегель, 983–984).
Автором этого труда был Шамс ал-Улама Шейх Махди Абд ар-Раббабади, один из подчиненных Мухаммад Хасан-хана Итимад ас-Салтана, сотрудник «Дома печати и сочинений» («Дар ат-таалиф»), в будущем один из составителей биографического словаря «Наме-йи данишваран» (ЛО ИВ, № 163)..
Сочинения, выходившие под именем Мухаммад-Хасан-хана Итимад ас-Салтане, не издавались наборно, очевидно, из-за одиозности фигуры Итимад ас-Салтане в глазах последующих иранских историков, тем не менее содержащиеся в них сведения сохраняют свою ценность.
- Е‘тимад ал-Салтана, Мухаммад-Хасан-хан. Дурар ал-тиджан фи ахбар бани Ашкан / Сост. Ни‘мат Ахмади. Тегеран: Атлас, 1371/1992.
- Е‘тимад ал-Салтана, Мухаммад-Хасан-хан. Садр ал-таварих / Сост. Мухаммад Мушири. Тегеран: Вахид, 1349/1970.
- Е‘тимад ал-Салтана, Мухаммад-Хасан-хан. Созерцание, или Книга толкования снов (Халса, йа хваб-нама) / Сост. Махмуд Катирайи. Тегеран: Тахури, 1348/1969.